# Wilhelm Hans Ernst von Czettritz
Wilhelm Hans Ernst von Czettritz (* 1750; † im 19. Jahrhundert) war ein preußischer Marschkommissar und Landrat. Er war Angehöriger des Adelsgeschlechts Czettritz und ein Sohn des preußischen Obristenleutnants Adam von Czettritz.

## Werdegang und Familie
Wilhelm Hans Ernst von Czettritz trat zunächst in das Preußische Heer, wo er in einem Dragonerregiment bis zum Rang eines Capitains aufstieg. Nachdem er vom Militärdienst verabschiedet worden war, ließ er sich auf dem Gut Pilzen nieder. Anschließend fungierte er als Marschkommissar und wurde Kreisdeputierter. Nachdem ihm Minister von Hoym eine „vorzügliche Qualifikation“ bescheinigt hatte, wurde er mittels Ordre am 28. Juni 1789 zum neuen Landrat des Landkreises Schweidnitz ernannt. Das Amt als Landrat übte er bis zum Jahr 1804 aus, Nachfolger wurde Emanuel von Woikowsky.
Wilhelm Hans Ernst von Czettritz war seit dem 16. Januar 1776 mit Anna Maria Gottliebe (1756–1805), einer Tochter des Karl Wilhelm von Sanitz und dessen Ehefrau Wilhelmine Sophie Elisabeth (1762–1842) von Grolman, verheiratet. Eine Tochter aus dieser Ehe war Ernestine Maria von Czettritz und Neuhaus, verheiratete Reichenbach-Goschütz.